# بویل اوکس (تگزاس)
بویل اوکس، تگزاس(به انگلیسی: Bevil Oaks, Texas) شهری در ایالت تگزاس از ایالات جنوبی ایالات متحده آمریکا است. در سرشماری سال ۲۰۰۰، جمعیت این شهر ۱۳۴۶ نفر اعلام شد.